# Далманута
Далманута (грч. Δαλμανουθα) је библијски град на обали Галилејског језара, поменут у осмом поглављу Јеванђеља по Марку и Јеванђељу по Матеју, као место до кога је Исус Христ допловио након што је учинио чудо умноживши седам векни хлеба и рибу да би нахранио 4.000 људи (Мт.8.10).
Далманута се у Јеванђељу по Матеју (Мт.15.39) помиње као место у близини Магдале,.
Према тврдњи британског археолога Кен Дарка са Универзитета у Редингу, 2013. године експедиција под његовим вођством је пронашла на око 150 m од рушевина града Магдале, остатке древног места Далманутљ. Археолози су открили остатке амфора и стакла која припада 2. век п. н. е.. Град је био богат и опстајао вековима и имао велики значај за развој транспорта и рибарства.
Јеврејска заједница је највероватније живела уз политеистичку, будући да су нађене коцкице мозаика и фрагменти посуда од кречњака “које се доводи у везу са јеврејским ритуалним прањем у раном римском периоду”, наводи Дарк.